# Bugarra
Bugarra település Spanyolországban, Valencia tartományban. Bugarra Llíria és Cheste községekkel határos. Lakosainak száma 781 fő (2024).

## Népesség
A település népessége az utóbbi években az alábbiak szerint változott:
| Lakosok száma | 840  | 860  | 826  | 867  | 831  | 756  | 711  | 727  | 747  | 781  |
|               | 2001 | 2004 | 2007 | 2009 | 2012 | 2014 | 2017 | 2019 | 2022 | 2024 |